# Heinrich Gottlieb Kühn
Heinrich Gottlieb Kühn (* 28. Juni 1788 in Dresden; † 10. Januar 1870 in Meißen) war ein sächsischer Geheimer Bergrat, Arkanist und Direktor der Königlichen Porzellanmanufaktur Meißen. Er gilt als Erfinder des Glanzgoldes.

## Herkunft
Seine Eltern waren der Oberkonsistorialrat Carl Gottlieb Kühn († 1826/36) und dessen Ehefrau Sophia Heym (1757–1822), eine Tochter des Dresdener Kauf- und Handelsmanns Carl Heinrich Heym. Der Geologe Carl Amandus Kühn war sein älterer Bruder.

## Leben
Kühn war Schüler der Dresdner Kreuzschule. Er studierte von 1804 bis 1809 an der Bergakademie Freiberg Chemie, Hüttenkunde, Mineralogie und Bergbaukunde und anschließend bis 1812 an der Universität Wittenberg Rechtswissenschaft und belegte in dieser Zeit in Berlin chemische und technische Kurse.
Als Bergreferendar beim Bergamt in Freiberg war er auch an der geognostischen Landesuntersuchung beteiligt. Im Zuge der Besetzung Sachsens wurde Kühn als Sekretär des russischen Generalgouvernements in die Revisionskommission der Meißner Porzellanmanufaktur berufen und war Inspektor der technischen Abteilung. Dort führte er Rund- und Etagenöfen ein, mit denen sich die Brennkapazität vervierfachen und die nötigen Arbeitsplätze halbieren ließen. Kühn erfand 1817 das Chromoxidgrün als neue Unterglasurfarbe und das 1827 erstmals angewandte Verfahren zur Glanzvergoldung. 1837 entwickelte Kühn die Schiller- oder Lüsterfarben, die in der Keramikindustrie weite Verbreitung fanden. Am 1. Oktober 1849 wurde er zum Direktor der Porzellanmanufaktur berufen. Diese Stellung hatte er bis zu seinem Tode inne. Kühn entwarf auch die neue Manufakturanlage im Meißener Triebischtal und leitete 1863–65 den Umzug aus der Albrechtsburg.
Eine weitere Erfindung Kühns war 1846 die so genannte Feuerlöschbombe, die als Kühnsche Feuerlöschdose patentiert wurde. Der Doseninhalt, ein Gemisch aus Salpeter, Schwefel und Kohle wurde über eine Zündschnur zur Reaktion gebracht und in das Feuer geworfen. Das Prinzip beruhte darauf, dass durch die Entwicklung größerer Mengen von Schwefeldioxid dem Feuer der Sauerstoff entzogen werden sollte. Daneben entwickelte er das Kühnsche Chili-Sprengpulver.
Kühn wurde 1860 das Komturkreuz II. Klasse des königlich-sächsischen Zivildienstorden verliehen.

## Familie
Er heiratete 1816 in Brockwitz bei Meißen Caroline Willhelmina Neumeister eine Tochter des Generalakzise-Inspektors Johann George Neumeister. Das Paar hatte vier Söhne und fünf Töchter, darunter:
- Robert (1818–1874), Bergverwalter und Bergwerksdirektor in Zwickau
- Otto (1823–1876), Bergverwalter des Steinkohlenwerks Zauckerode bei Dresden

Nach dem Tod seiner ersten Frau heiratete er 1833 in Weinböhla Auguste Ernestine Schneider, die Tochter des Kriegskanzleisekretärs Johann Gottfried Schneider. Das Paar hatte einen Sohn und eine Tochter.

## Belege
1. 1 2  Steffen Förster: Biografie von Heinrich Gottlieb Kühn. 20. April 2023, abgerufen am 21. August 2023.

| Personendaten    | Personendaten                                                                        |
| ---------------- | ------------------------------------------------------------------------------------ |
| NAME             | Kühn, Heinrich Gottlieb                                                              |
| KURZBESCHREIBUNG | sächsischer Geheimer Bergrat, Arkanist, Direktor der Königlichen Porzellanmanufaktur |
| GEBURTSDATUM     | 28. Juni 1788                                                                        |
| GEBURTSORT       | Dresden                                                                              |
| STERBEDATUM      | 10. Januar 1870                                                                      |
| STERBEORT        | Meißen                                                                               |